# Serralada Bitterroot
|  | Aquest article tracta sobre el massís muntanyenc entre Montana i Idaho. Si cerqueu la cadena muntanyosa part d'aquest massís, vegeu «muntanyes Bitterroot ». |

Bitterroot (Bitterroot Range en anglès) és una serralada que recorre la frontera entre Montana i Idaho. Són un contrafort de les muntanyes Rocoses al nord-oest dels Estats Units. La serra abasta una àrea de 24,223 milles quadrades (62,740 km2) i rep el nom del nom anglès la planta Lewisia rediviva (bitterroot), una petita flor rosa que és la flor de l'estat de Montana.

## Història
El 1805 el Corps of Discovery, dirigit per Meriwether Lewis i William Clark i ajudat per Sacajawea de la tribu nativa americana dels xoixons, va creuar el massís Bitterroot diversos cops. Lewis va creuar per primer cop les muntanyes al pas Lemhi el 12 d'agost, després va tornar a creuar el coll per trobar-se amb Clark. Tota l'expedició va creuar el coll fins a la vall del riu Salmon, i el mes següent va entrar a la vall del Bitterroot des del sud a través del coll del camí perdut o del coll de Chief Joseph. Després va creuar el pas Lolo cap a l'oest. Les muntanyes van ser travessades pel ferrocarril de Chicago, Milwaukee, St. Paul i Pacific (el "Milwaukee Road").

## Geografia
Segons United States Board on Geographic Names el massís de les Bitterroot va des del llac Pend Oreille (prop de Sandpoint, Idaho) fins al pas Monida. De vegades es considera que s'estén a l'est del coll Monida incloent les Centennial Mountains. El massís comprèn els següents contraforts (de nord a sud):

### Muntanyes Coeur d'Alène
Les Coeur d'Alène Mountains són la part més al nord-oest del massís Bitterroot i abasten una àrea de 2,590 milles quadrades (6,700 km2). Els dos cims més alts de la serra són els Cherry Peak (2.241 m, 7.352 peus) i el Patricks Knob (2.084 m, 6.837 peus).

### Saint Joe Mountains
Les Saint Joe Mountains, la part anomenada més petita del massís Bitterroot, abasten una àrea de 1.808 km² (698 milles quadrades). Es troben entre el riu Saint Joe al sud, el riu Coeur d'Alene al nord, Slate Creek a l'est i l'altiplà de la zona de Moscow (Idaho) / Pullman (Washington) a la frontera entre Idaho i Washington.

### Muntanyes Bitterroot
Les Bitterroot Mountains, que comprenen les serralades del nord i central, conformen la major part del massís Bitterroot i abasten una àrea de 12.593 km² (4.862 milles quadrades). Les muntanyes limiten al nord amb Lolo Creek, al sud amb el riu Salmon, a l'est amb el riu Bitterroot i la vall, i a l'oest amb els rius Selway i Lochsa. El seu cim més alt és Trapper Peak, amb 3.096 m (10.157 peus).

### Beaverhead Mountains
Les Beaverhead Mountains abasten una àrea de 11.738 km 2 (4.532 milles quadrades). Es troben a l'est de les muntanyes Bitterroot i a l'oest de la conca del Big Hole i les muntanyes Pioneer. Els passos a les muntanyes inclouen els passos Lemhi, Bannock, Big Hole, Big Hole II, Junction i Monida. Els Beaverheads es subdivideixen en les muntanyes West Big Hole, el Big Hole Divide, les muntanyes Tendoy, els Italian Peaks i els Garfield Peaks.

### Centennial Mountains
Les Centennial Mountains abasten una àrea de 5.346 km 2 (2.064 milles quadrades).
Els Centennials són l'origen del Brower's Spring, descobert el 1888 per Jacob V. Brower, que es creu que és el punt més allunyat del riu Missouri. Brower va publicar la seva troballa el 1896 a "The Missouri: Its Utmost Source".
El lloc de Brower's Spring es troba a uns 2.680 m (8.800 peus) per sota de les Centennial. El lloc es commemora ara per un cairn de roca a la font de Hellroaring Creek, que desemboca al riu Red Rock i després a el pantà de Clark canyon, on s'uneix al riu Beaverhead i després al riu Big Hole, abans d'unir-se finalment al riu Jefferson.